# Katastralgemeinde Gurk (Gemeinde Gurk)
Die Katastralgemeinde Gurk ist eine von drei Katastralgemeinden der Gemeinde Gurk im Bezirk St. Veit an der Glan in Kärnten, in Österreich. Sie hat eine Fläche von 1654,38 ha. Am 1. Jänner 2024 lebten in der Katastralgemeinde 905 Personen oder drei Viertel der Einwohner der Marktgemeinde Gurk.
Die Katastralgemeinde gehört zum Sprengel des Vermessungsamtes Klagenfurt.

## Lage
Die Katastralgemeinde Gurk umfasst den Nordwesten der politischen Gemeinde Gurk, im Westen des Bezirks Sankt Veit an der Glan, im Gurktal.

## Ortschaften
Auf dem Gebiet der Katastralgemeinde Gurk liegen neben dem Gemeindehauptort Gurk auch die Ortschaften Gassarest, Kreuzberg, Ranitz und Reichenhaus. Am 1. April 2020 umfasste die Katastralgemeinde 340 Adressen.

## Vermessungsamt-Sprengel
Die Katastralgemeinde Gurk gehört seit 1. Jänner 1998 zum Sprengel des Vermessungsamtes Klagenfurt. Davor war sie Teil des Sprengels des Vermessungsamtes St. Veit an der Glan.

## Geschichte
Ende des 18. Jahrhunderts wurden die Kärntner Steuergemeinden (später: Katastralgemeinden) gebildet und Steuerbezirken zugeordnet. Die Steuergemeinde Gurk wurde Teil des Steuerbezirks Gurk.
Im Zuge der Reformen nach der Revolution 1848/49 wurden in Kärnten die Steuerbezirke aufgelöst und Ortsgemeinden bzw. politische Gemeinden gebildet, die jeweils das Gebiet einer oder mehrerer Steuergemeinden umfassten. Aus der Katastralgemeinde Gurk in ihrer damaligen Größe wurde die politische Gemeinde Gurk errichtet.
Die Größe der Katastralgemeinde Gurk, die damals nur den Marktort und dessen unmittelbare Umgebung umfasste, wurde 1854 mit 558 Österreichischen Joch und 525 Klaftern (ca. 321 ha) angegeben; damals lebten 436 Personen auf dem Gebiet der Katastralgemeinde.
1925 wurde die Katastralgemeinde Gurk nach Norden, Westen und Südosten hin auf das fünffache ihrer ursprünglichen Größe erweitert: der Ort Reichenhaus, Teile von Gassarest und von Kreuzberg und ein kleiner Teil von St. Peter sowie ein Teil von Passeggen wurden von der Stadtgemeinde Straßburg an die Gemeinde Gurk bzw. von der Katastralgemeinde Straßburg Land an die Katastralgemeinde Gurk abgetreten.
Die Katastralgemeinde Gurk gehörte ab 1850 zum politischen Bezirk Sankt Veit an der Glan und zum Gerichtsbezirk Gurk. 1854 bis 1868 gehörte sie zum Gemischten Bezirk Gurk. Seit der Reform 1868 ist sie wieder Teil des politischen Bezirks Sankt Veit an der Glan, zunächst als Teil des Gerichtsbezirks Gurk, seit 1978 als Teil des Gerichtsbezirks St. Veit an der Glan.